# Šelon'
Lo Šelon' (in russo Шело́нь?) è un fiume della Russia europea occidentale (oblast' di Novgorod e di Pskov), tributario del lago Il'men'.
Nasce dal versante settentrionale delle alture della Sudoma, una modesta catena collinare nella parte centrale della oblast' di Pskov. Scorre inizialmente con direzione settentrionale fino a circa metà percorso, assumendo successivamente direzione mediamente orientale; sfocia nel lago Il'men' nelle vicinanze dell'insediamento di Šimsk. I suoi affluenti più rilevanti sono Sudoma, Polonka, Uza, Udocha, Sitnja e Mšaga dalla sinistra idrografica, Velka dalla destra.
I maggiori centri urbani toccati nel suo corso sono Porchov, Sol'cy e Šimsk. Lo Šelon' è ghiacciato, in media, da dicembre a fine marzo/primi di aprile.